# Nergal

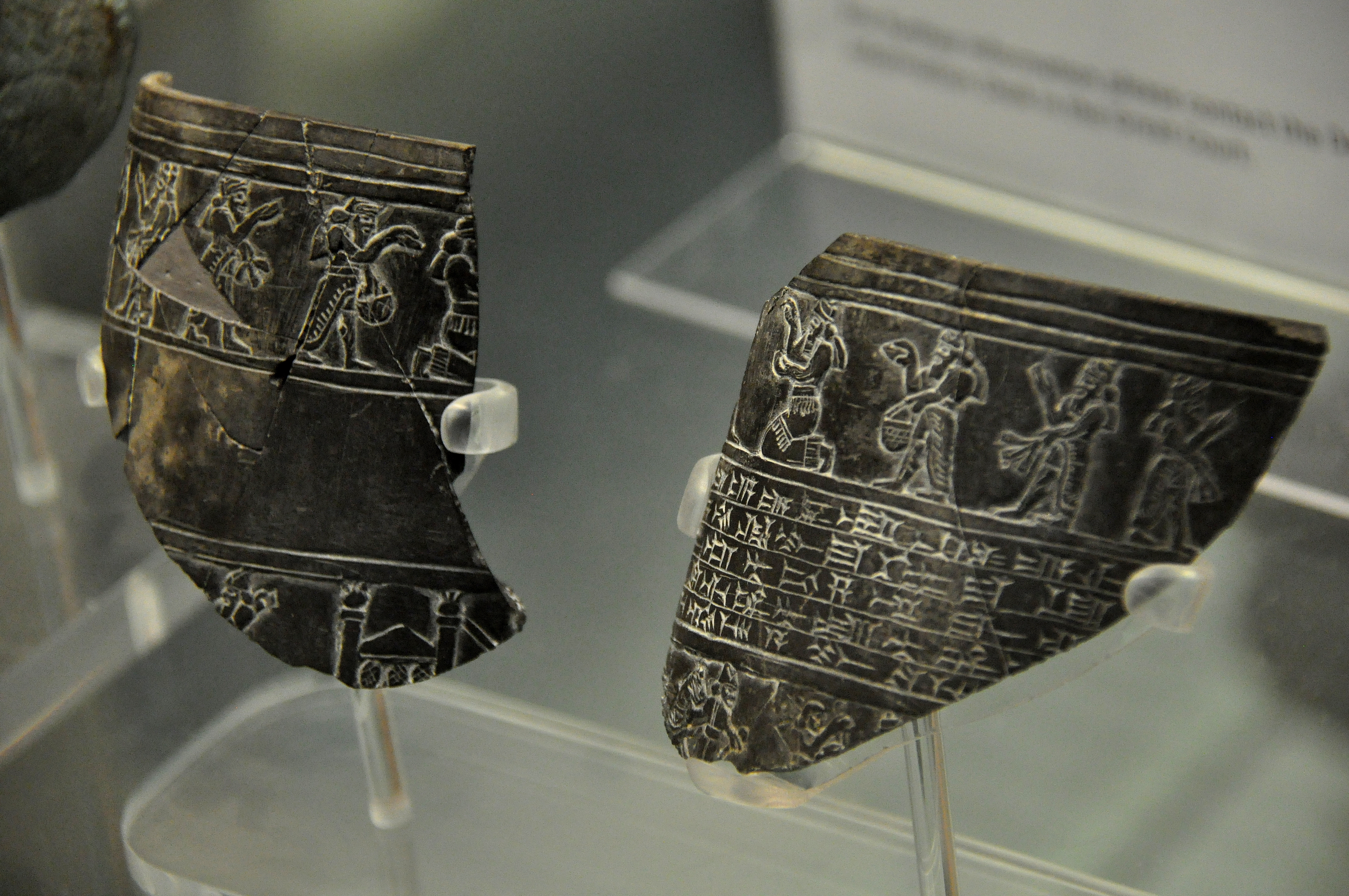
Fragments d'un récipient probablement dédié à Nergal par Salmanazar III, roi d'Assyrie, v. 859-824 av. J. C. British Museum.

Nergal est un dieu des Enfers et de la guerre du panthéon mésopotamien. Il est considéré couramment comme une divinité d'origine sémitique, cohabitant avec la déesse infernale sumérienne, Ereshkigal, qui est à partir d'un certain moment de l'histoire religieuse mésopotamienne considérée comme sa parèdre, comme décrit dans le mythe de Nergal et Ereshkigal. Il est assimilé à une autre divinité infernale et destructrice, Erra.

## Étymologie et origines
Le nom Nergal a pu être interprété en sumérien, à la suite de W. Lambert, comme signifiant « Seigneur des Enfers » (*en-eri11-gal), mais cette interprétation est très contestée. 
Les plus anciennes attestations du dieu semblent pourtant indiquer qu'il aurait une origine sémitique, puisqu'il est d'abord attesté dans l'inscription du roi Naram-Sîn d'Akkad mise au jour à Bassekti, en tant que divinité principale de la cité de Kutha, située en pays sémitique (une trentaine de kilomètres au nord-est de Babylone) et non en pays sumérien. La déesse infernale principale du pays de Sumer est alors Ereshkigal. Nergal semble donc manifestement une divinité masculine infernale d'origine sémitique, peut-être assimilée à une divinité infernale masculine sumérienne dont il aurait repris le nom.

## Un dieu des Enfers
Nergal est une divinité liée au monde des Enfers, complémentaire de sa parèdre Ereshkigal. Il est plus particulièrement associé à la destruction, aux épidémies et autres maladies graves contagieuses, et en général à toute sorte de morts violentes infligées à un défunt lors de combats. Il préside aussi bien aux morts des humains qu'à celles des animaux,. Il en résulte que Nergal a un lien avec la vie après la mort, qui ressort par exemple de cette dédicace figurant sur une hache qui lui a été vouée :
Qu'après ma mort, dans le monde infernal,
Il a été relevé pour le XVIIIe siècle av. J.-C. des cas où des souverains semblent multiplier les offrandes au dieu à l'approche de leur mort, sans doute dans le but de s'attacher ses faveurs avant de rejoindre l'au-delà : Aplahanda de Karkemish, qui meurt vers 1766 av. J.-C., voue ainsi de nombreux musiciens au dieu ; Hammurabi de Babylone restaure le temple du dieu trois années avant sa mort, qui survient en 1750.

## Un dieu de la guerre
Nergal a souvent un aspect guerrier prononcé. Présenté comme le fils du grand dieu Enlil, il a des aspects de son frère divin, le dieu guerrier Ninurta, et également de l'autre divinité de la guerre sumérienne, Zababa. Nergal ne perd pas pour autant son aspect meurtrier, puisqu'en tant que dieu guerrier il est plus spécifiquement celui qui inflige la mort sur le champ de bataille. Cela peut alors lui donner un aspect positif dans les textes. Il est parfois présenté comme accompagnant les souverains dans les combats et apportant la mort à leurs ennemis. D'autres fois il est celui qui assure la sécurité du roi et du pays, assimilé à un gardien ou une porte ou une muraille, ce qui lui confère un rôle de dieu pacificateur. De façon significative, les deux statues de dragons qui gardent son temple de Kutha à l'époque paléo-babylonienne portent respectivement les noms de Guerre (Tāḫāzum) et de Paix (Ṭubbum),.

## Attributs
En tant que dieu lié à la guerre, Nergal a pour attributs une massue, et également un arc avec des flèches, ou encore une dague. Dans les représentations figurées, il est représenté armé, par exemple d'une massue à trois têtes, d'une autre à tête de lion, ou d'un cimeterre décoré d'une tête de lion.
Les animaux auxquels il est le plus couramment associé sont sauvages et potentiellement meurtriers : le lion et le taureau.
La planète associée à Nergal est Mars. Dans l'astrologie, celle-ci annonce donc des présages liés à la mort, notamment aux épidémies.

## Nergal et les autres divinités infernales
Les divinités infernales de l'ancienne Mésopotamie constituent un ensemble complexe. Devenu vers la fin du IIIe millénaire av. J.-C. l'une des principales divinités des Enfers, Nergal a été assimilé ou rapproché de ces différentes divinités. Le mythe Nergal et Ereshkigal relate ainsi comme le dieu a séduit la déesse Ereshkigal, reine des Enfers dans la mythologie sumérienne la plus ancienne connue, et a ainsi pu s'asseoir à ses côtés pour gouverner le Monde d'En-bas. Il légitime donc son ascension en tant que divinité infernale de premier ordre, qui est manifestement récente. Pour autant, dans sa ville de Kutha le dieu est associé à une autre parèdre, la déesse Laz ou Mami(tu). Nergal est par ailleurs assimilé à d'autres divinités infernales importantes, peut-être le dieu Ninazu (fils d'Ereshkigal, souvent associé au Monde souterrain), plus assurément les dieux jumeaux Lugal-irra et Meslamta-ea, et surtout Erra, qui est en particulier associé à l'aspect destructeur de la guerre et des épidémies, notamment dans le mythe babylonien surnommé Épopée d'Erra. Nergal/Erra commande un ensemble de divinités infernales destructrices, les « Sept » (Sibitti).

## Sanctuaires et culte
Le temple principal de Nergal est situé à Kutha, et porte le nom d'E-Meslam, qui signifie en sumérien « Maison, guerrier des Enfers » (é-mes-lam ou é-mèš-lam). Dans les textes officiels, il est également présenté comme le temple de Meslamtea, dont il partage le nom, et d'Erra, ainsi que de la déesse Laz ou Mami(tu), parèdre des dieux des Enfers. D'autres temples dans d'autres villes de divinités infernales portent ce même nom, notamment le temple de Lugal-irra et Meslamta-ea à Durum (près d'Uruk), le temple principal de Mashkan-shapir (près de Nippur) et celui de Nergal à Tarbisu en Assyrie. Nergal a par ailleurs de nombreux temples dans le sud mésopotamien, puisqu'on en connaît à Dilbat, Isin, Larsa, Nippur, Sippar, Ur et Uruk, et son culte est attesté hors de Mésopotamie, en Élam et en Syrie (Mari, Emar).
D. Charpin a proposé que ces sanctuaires aient eu un rapport avec les enterrements, peut-être des sortes de « pompes funèbres ».
Nergal est associé au mois de Kislimu, mois durant lequel il quitte les Enfers, ce qui permet une période d'abondance. Les jours 14 et 28 du mois sont des jours de Nergal (14 étant le nombre du dieu), jugés néfastes. Plusieurs textes mentionnent des rites qui se déroulent durant ce mois en l'honneur du dieu : le roi lui fait des offrandes lors d'une fête les jours 27 et 28 ; une fête des tambourins en l'honneur de la planète Mars et de Saturne a lieu le 25 selon un texte néo-assyrien.

## Le culte de Nergal aux époques tardives
Kutha reste un lieu de culte important jusqu'à la période séleucide. Nergal connaît de fait une certaine popularité dans le monde hellénistique puis à l'époque romano-parthe. Il est ainsi attesté sur des monnaies de la cité de Tarse (Turquie) au Ve siècle av. J.-C., dans une inscription bilingue grec-phénicien retrouvée au Pirée, datée du IIIe siècle av. J.-C., qui mentionne la présence d'un temple dédié à ce dieu. Il a alors rencontré d'autres divinités infernales auxquelles il a été assimilé, en particulier le phénicien Melqart, puis par la suite Héraclès, dont le culte a des aspects chthoniens. Nergal est toujours populaire aux débuts de notre ère à Palmyre en Syrie et à Hatra en Mésopotamie du Nord. Dans ce dernier site, il semble avoir pour animal compagnon le chien, peut-être une sorte de Cerbère.

## Culture populaire
- Le nom « Nergal » est employé par le chanteur du groupe de black metal polonais Behemoth, Adam Darski.
- Le dieu du Chaos Nurgle du panthéon de Warhammer 40,000 est largement inspiré de Nergal.
- Nergal est un personnage récurrent du comics Hellblazer, antagoniste de John Constantine[18].
- « Nergal » est le nom porté par l'antagoniste principal du jeu vidéo Fire Emblem: Rekka no Ken. Il utilise une attaque de magie noire appelée Ereshkigal.
- « Nergal », le champion de l'humanité, est l'un des noms de Mars Ultor dans la série Les secrets de l'immortel Nicolas Flamel.
- Nergal est un Dieu dans l'univers de Conan le cimmérien de Robert E.Howard [19].
- Nergal est représenté sous forme d'idole dans le MMORPG The Secret World[réf. nécessaire].